# Isolde Ahlgrimm
Isolde Ahlgrimm est une claveciniste autrichienne née à Vienne le 31 juillet 1914 et décédée dans cette même ville le 11 octobre 1995.
Son premier instrument est le piano, comme ce fut le cas de la plupart des clavecinistes de sa génération. Elle étudie à l'Académie de Vienne, où elle est l'élève de Viktor Ebenstein, Franz Schmidt et d'Emil von Sauer. C'est en 1935 qu'elle se consacre au clavecin qu'elle enseignera dans cette même académie à partir de 1945. Entre 1958 et 1962, elle enseigne au Mozarteum de Salzbourg, puis à nouveau à Vienne. Dans son enseignement, elle recommandait notamment de noter à part les ornementations écrites par Bach dans certaines œuvres, et de s'en servir comme modèle pour concevoir sa propre ornementation.
Richard Strauss a composé pour elle en 1944 une suite pour clavecin tirée de son opéra Capriccio.
Son répertoire est principalement centré sur le baroque allemand et elle est considérée comme une spécialiste des œuvres de Bach. Son legs discographique consiste principalement en une intégrale de l'œuvre pour clavecin de Bach, qui n'a pas été rééditée en CD et n'est donc plus disponible. Ont été rééditées ses interprétations des suites pour clavecin de Georg Friedrich Haendel, diverses œuvres de compositeurs autrichiens, les sonates pour viole de gambe et clavecin de Bach avec Siegfried Pank (de). Elle a également participé à l'enregistrement des concertos pour clavecin de Bach avec la Staatskapelle de Dresde, sous la direction de Kurt Redel. Dans son interprétation de l'Art de la fugue enregistrée à Vienne en mai 1967, rééditée en CD, elle utilise un clavecin-pédalier.
Parmi ses élèves, citons Peter Watchorn (Australie/États-Unis), Larry Palmer (États-Unis), Hubert Bédard (Canada/France), Bernard Lagacé (Canada), Elaine Comparone (États-Unis), Pénélope Kosztolnyik, et Zsusza Pertis (Hongrie). Watchorn entreprit avec elle d'écrire sa biographie, qui parut en anglais en 2007 (Ashgate). Parmi les élèves de Peter Watchorn citons particulièrement Mahan Esfahani (États-Unis), et parmi les élèves de Bernard Lagacé citons Peter Sykes, Geneviève Soly, et Luc Beauséjour.
Atteinte de la maladie de Parkinson, elle meurt à Vienne le 11 octobre 1995, à l'âge de 81 ans.